# Новосельцево (Парабельський район)
Новосе́льцево (рос. Новосельцево) — село у складі Парабельського району Томської області, Росія. Адміністративний центр Новосельцевського сільського поселення.

## Населення
Населення — 523 особи (2010; 571 у 2002).
Національний склад (станом на 2002 рік):
- росіяни — 94 %